# Metangula
Metangula (fins 1975 Augusto Cardoso) és un municipi de Moçambic, situat a la província de Niassa. En 2007 comptava amb una població de 12.772 habitants. Es troba als marges del llac Niassa, a 110 kilòmetres de Lichinga i és la capital del districte de Lago.

## Història
El primer establiment portuguès a Metangula fou una posició militar construïda en 1900 en el context dels esforços portuguesos per ocupar el marge oriental del llac Niassa. El desembre de 1963 la denominació de la vila fou alterada per Augusto Cardoso, nom que es tornà a canviar després de la independència nacional.
Durant la Guerra Colonial hi fou instal·lada una base de la Marina Portuguesa, on estaven assentades les forces navals que operaven al llac Niassa.
El Municipi té un total de 12 Barris Municipals, anomenats, Sanjala, Seli, Michenga, Thungo, Chipele, Micuio, Chiwanga, Chigoma, Mifungo, Mpeluca, Caphueleza i Mechumua.